# Надя Ковачева
Надя Ковачева, графиня Фиандака, е българска оперна певица, мецосопрано. Тя е първата българка, пяла в Ла Скала и в Римската опера. На сцената на Ла Скала пее в продължение на 12 сезона, с постоянно място в репертоара на театъра, до сватбата си с граф Фиандака.

## Биография

### Детство и ранни години
Родена е през 1902 г. в София в семейството на майка домакиня и баща железничар. На 10-годишна възраст, след като присъства на представление в Софийската опера, тя заявява, че ще стане оперна певица. 15-годишна започва да се обучава при оперния певец и вокален педагог Иван Вулпе, който се заема с постановката на гласа ѝ. Първоначално тя пее популярните по онова време руски и руско-цигански романси, но към тях започват да се прибавят оперни арии от „Самсон и Далила“ на Сен-Санс, от „Кармен“ на Бизе (хабанера, сегидиля). Напредъкът ѝ е голям и води до участието ѝ в концерт във Военния клуб, на който тя пее с утвърдени български певци.
През 1921 г., родителите ѝ неочаквано получават наследство от леля ѝ. Нейният педагог ги съветва да продават наследените земи, за да изпратят детето си да следва в чужбина. Те го правят и финансират заминаването на Надя за Рим, за да се яви на конкурс за редовна студентка по пеене в академията „Санта Чечилия“.

### Образование
На конкурса Надя е притеснена, тъй като участниците в него са над 160, а тя е номер 96 и предполага, че комисията вече ще е изморена и разсеяна и няма да ѝ обърне нужното внимание. Явява се с ария на Жана д’Арк от „Орлеанската дева“ на Чайковски, ария на Далила от „Самсон и Далила“ на Сен-Санс и романс от Рахманинов. Още при представянето на програмата ѝ членовете на комисията забелязват липсата на ария от италианския репертоар и я молят, ако знае и е готова, да включи италианска песен или канцонета. Тогава вместо романса от Рахманинов Надя изпява ария на Керубино от „Сватбата на Фигаро“ на Моцарт – нали е написана на италиански, обяснява тя, разсмивайки комисията. При обявяването на резултатите тя е на второ място в списъка на всички приетите студенти и първа сред жените.
В консерваторията неин педагог е Пиетро дел Мори, благодарение на когото тя овладява и усъвършенства белкантовата си техника. Оказва се, че изпитната комисия се е занимавала с въпрос, който още в България е обсъждан от специалистите – дали гласът ѝ е класическо мецосопрано или драматично сопрано, тъй като притежава разкошни низини, но също така красиви и бляскави височини, включително „до“ до трета октава. Маестро Дел Мори успява да тушира метала в гласа ѝ, води я до постигане на кадифен блясък на фразата, сигурни височини и точно дихание и едва след получената сигурност на гласа ѝ, при това във всички регистри, ѝ дава възможност да се изяви в класически мецосопранови арии. Надя Ковачева е блестяща като Прециосила от „Силата на съдбата“ (Верди) и в арията на принцеса Еболи „О дон фатале“. Професорите заговорват за новото дарование в Академията.

### В Римската опера
През 1924 година, третата година от следването ѝ, Римската опера подготвя „Селска чест“ от Пиетро Маскани, изключително популярна тогава в Италия. За избора на певците пристига самият композитор. Педагогът на Надя предлага на вниманието му своята студентка. След прослушване, Маскани препоръчва нея, макар да знае, че е дебютантка, но ръководството на операта трудно се съгласява, с мотива, че не познава актьорските ѝ дарби. А режисьорът на постановката Джанкарло Форцано пристига от Ла Скала заедно с примадоната на театъра, макар и неодобрена от Маскани, и е сигурно, че Надя няма да може да я измести. Но примадоната се отзовава да пее в Париж и Ковачева излиза на сцената на Римската опера като титулярка. Това е първа поява на български певец в именития оперен театър.
Отзивите за Надя Ковачева са великолепни. Пресата отбелязва: „Новата изпълнителка на Сантуца показа колкото гласово богатство, толкова и артистичен талант, за да превърне героинята си в страдалка и любима“ („Кориере дела сера“). Пиетро Маскани е очарован от нея, заклева ѝ се във вечно приятелство, остава такъв до смъртта си.
Малко по-късно Римската опера поставя „Силата на съдбата“, повод е завръщането на Езио Пинца от Америка. В ролята на Прециосила трябва да е Ебе Стиняни, световноизвестно мецоосопрано, обожавана в Италия. Тя обаче се разболява и директорът на операта вика Надя Ковачева, по това време завършваща консерваторията. С увереност в себе си и в своите професори, казвали ѝ, че партията е като написана за нея, след само една репетиция, тя излиза на сцената. Публиката изпада във възторг от артистичната, красива, пламенна, танцуваща по време на арията си без да се задъхва певица. Казват, че в тази вечер почитателите на операта се разделят на две, между Стиняни и Ковачева.

### Ла Скала и международни изяви
През 1925 г. главният диригент на Ла Скала Артуро Тосканини решава да бъде поставена операта „Садко“ от Римски-Корсаков. Надя Ковачева е поканена да сключи договор с Ла Скала и в постановката на „Садко“ получава ролята на пътуващия певец Нежата. Партията е написана за алт, но тя се справя с нея, както преди това с партията на Сантуца за сопран. Високо оценена от публиката и специалистите, Ковачева е поканена за ролята на Марфа в „Хованщина“ и отново постига огромен успех. Следва покана за „Кармен“ на режисьора Пиетро Бланко. Успехите ѝ носят 7-годишен договор с Ла Скала, и то като солистка с редовни ангажименти. Така Надя Ковачева влиза в историята на българското оперно изкуство като първия певец, подписал такъв договор.
Още в началото на кариерата си в Ла Скала Надя Ковачева е посъветвана да смени името си с някое друго, звучащо по-европейско и артистично; тя обаче отказва.
В следващите няколко години певицата взима участия из цяла Италия – Неапол (Амнерис от „Аида“ на сцената на Сан Карло), Венеция (като Кармен и Азучена в Ла Фениче), Болоня, Парма, Генуа, Палермо.
В Ла Скала участва като Брангере в нова постановка на „Тристан и Изолда“ от Вагнер с много модерни елементи и сценография в стил „кубизъм“, която обаче не се възприема от публиката и критиката. В постановката на „Норма“ от Белини Надя Ковачева е блестяща в ролята на Адалджиза. Един от критиците пише: „При участието на Надя Ковачева операта би трябвало да се нарича „Адалджиза“, а не „Норма“.
След напускането на Ла Скала от Тосканини (1929) заради режима на Мусолини представянето на немската музика се налага като мода. През 1929 г. в Ла Скала се поставя Вагнеровата „Лоенгрин“, в която Надя Ковачева участва като Ортруд. Тази роля, освен че осигурява продължение на договора на младата певица, също така ѝ носи поредица от покани за гастроли в Берлин, Мюнхен и Байройт – крепостта на Вагнер. Фирмата ЕМИ записва „Лоенгрин“ с участието на Надя Ковачева. Това, за съжаление, е единственият запис с гласа на българската певица.
Следващите ѝ роли в Ла Скала са в „Аида“ и „Трубадур“. След завръщането на Бениамино Джили в театъра тя става негова партньорка: при първата му изява като Андре Шение в едноименната опера на Джордано тя е Маделон, в „Риголето“ той е херцогът на Мантуа, а тя – Мадалена. Артистичната им връзка е много силна и взаимна, но Джили не успява в дългото си и настойчиво ухажване; приятелството им обаче остава до края на дните им.
През 30-те години за Ла Скала са традиционни турнетата на трупата в Южна Америка, като център е Буенос Айрес и театъра „Колон“. Сред ролите на Надя Ковачева са Адалджиза и Азучена. При едно такова турне тя се запознава с Илка Попова, гостуваща в „Колон“ с Парижката опера.
Пътуванията до Южна Америка стават с луксозни презокеански кораби. Именно на един такъв кораб я среща италианският посланик в Аржентина граф Фиандака. Очарован от нея, той през цялото пътуването я ухажва и накрая я моли да му стане съпруга. Условието му е обаче да се откаже от сцената. Тя приема, но също с условие – сватбата да стане след като си изпълни всички сценични ангажименти и се прости с публиката и с колегите си.
Прощалните изяви на Надя Ковачева в Ла Скала са в поредица от опери на Верди и Доницети, следва Флорентинския музикалния фестивал (Maggio Musicale Fiorentino), гостувания в Генуа, Парма, Болоня и Палермо, завършвайки на сцените в Брюксел, Лондон и Мюнхен.

### Графиня Фиандака
Надя Ковачева и граф Фиандака сключват брак в Рим. На пищната церемония присъстват бележити оперни певци; домът Фиандака остава отворен за тях. След една година се ражда единственото дете на семейството, дъщеря Мария.
В началото на 40-те години в Рим пристига младият Борис Христов, за да усъвършенства пеенето си. Надя Ковачева прави всичко възможно да му помогне и следи с внимание неговото развитие. Приятелството им продължава и по-нататък; в рапортите на агентите на Държавна сигурност, които след Деветосептемврийския преврат в България следят певеца, се отбелязва, че от българите той дружи само с нея, Асен Пейков и Стефан Мокрев.
Семейство Фиандака живее щастливо едва няколко години – графът умира през 40-те години, оставяйки много богато наследство на певицата в околностите на Агридженто (Сицилия). Това предизвиква омразата на брата на покойния граф и той решава да отнеме наследството на Ковачева. Свързва се със сицилианската мафия и организира отвличането ѝ от Рим и настаняването ѝ в психиатрична болница, където никой не може да я посещава. За да подсигури за рода си нейните имоти и замъка, той оженва своя син за невръстната си племенницата Мария, с условието, че бракът ще се консумира, когато момичето навърши пълнолетие.
Няколко години семейството на Надя Ковачева в София не знае къде е тя. По тази причина сестра ѝ Дора, след големи и дълги усилия да получи разрешение да излезе от България, пристига в Италия, за да я открие и да ѝ помогне. В търсенето помага и Борис Христов. След много трудности те откриват певицата и я спасяват от психиатричната клиника. Надя анулира брака между малолетната си дъщеря и нейния братовчед, а след това става фермерка и продължава традицията на графовете Фиандака – производството на вино.
Дъщеря ѝ Мария става съпруга на барон Пиетро дел Грано от Палермо. Има четири деца, нито едно не поема по пътя на баба си.
В последните години от живота на Надя Ковачева Българската телевизия прави филм за нея. Умира в имението си на остров Сицилия през 1989 г.